# Pessano con Bornago
Pessano con Bornago – miejscowość i gmina we Włoszech, w regionie Lombardia, w prowincji Mediolan.
Według danych na rok 2004 gminę zamieszkiwało 8306 osób, 1384,3 os./km².